# N24 Objektiv
N24 Objektiv war eine Fernsehsendung des deutschen Senders N24, die von 2008 bis Juli 2010 wöchentlich gesendet wurde. Darin ging es immer mittwochs zwischen 13:30 Uhr und 14:00 Uhr um Service, Verbraucherschutz und Schicksale. Eine inhaltliche Eigenbeschreibung der Sendung lautete: da nach, wo andere sich zufrieden geben, deckt auf, wo Abzocke droht und zeigt, wie sich Verbraucher schützen können. In der ersten Sendung am 24. September 2008 ging es u. a. um eBay und wie private Anbieter dort wegen Formfehler juristische Schwierigkeiten haben und Methoden der GEZ. Letzteres Thema wurde wiederholt in der Sendung aufgegriffen.
Moderiert wurde die Sendung von Miriam Pede, die auch die redaktionelle Verantwortung trug. Studio-Aufnahmeleiter war Holger Dauer und die Produktionsfirma war die WeltN24 GmbH. Im August 2010 wurde die Sendung eingestellt.